# Michel Bret

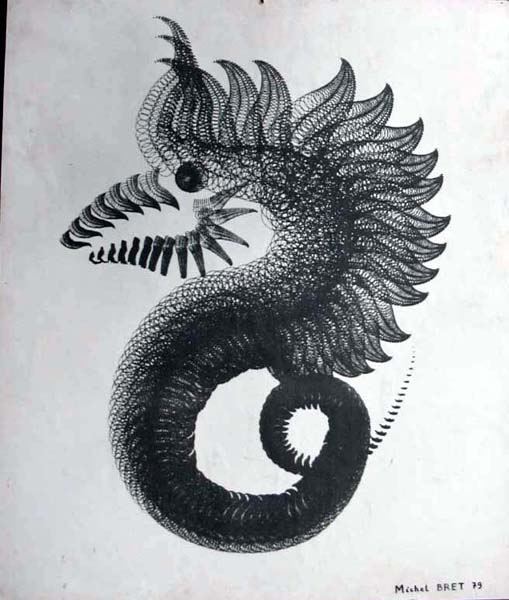
autoportrait

Michel Bret, né à Lyon le 6 mai 1941, est un artiste numérique français.
Site

## Parcours
Après des études en mathématique et une pratique de la peinture  et du collage, il passe sept années (1966-1972) à l'étranger (Maroc, Venezuela, Vietnam) au titre de la coopération culturelle. De retour en France, il rencontre les pionniers des arts numériques au Groupe Art et Informatique de Vincennes de  l'Université Paris-VIII. Voyant dans le numérique une nouvelle conception de la création, il reprend des études d'informatique. Il passe successivement, avec Frank Popper, une thèse de troisième cycle (1981) et un doctorat d'état (1984). Engagé comme chargé de cours au département d'informatique, puis comme maître de conférences et enfin comme professeur dans la formation Arts et Technologies de l’Image, dont il est l'un des cofondateurs avec Hervé Huitric, Monique Nahas, Edmond Couchot et Marie-Hélène Tramus. Il se consacre dorénavant à l'enseignement, à la recherche, et à la création.

## Recherche
Il est l'inventeur de la méthode d'automapping  (consistant à mapper récursivement des séquences animées sur elles-mêmes donnant ainsi une perception fractale de l'espace et du temps) qu'il a notamment appliquée dans son film Automappe  
. Il a enseigné et pratiqué, dès 1995, les méthodes connexionnistes et évolutionnistes en animation de synthèse, rompant ainsi radicalement avec les techniques traditionnelles en usage dans la production.
Il fait partie du courant de recherche qui, dès 1995 dans le domaine de la vie artificielle, a prôné une approche cybernétique de la création en définissant, avec Edmond Couchot et Marie-Hélène Tramus, le concept de seconde interactivité . Il a ainsi développé des systèmes interactifs "intelligents" conçus à partir de réseaux neuronaux, d'algorithmes et de programmation génétiques, comme le projet de la funambule virtuelle, qu'il a développé en 2000 avec Marie-Hélène Tramus, en collaboration avec le professeur Alain Berthoz  du Collège de France. Cette recherche, intitulée L’interactivité « intelligente » (connexionnisme, évolutionnisme et vie artificielle) dans les arts numériques en relation avec la physiologie de la perception du mouvement et de l’action, a été soutenue par le Programme Cognitique 2000

sur le thème Art et Cognition à l’initiative du Ministère de la Recherche français.
Il a développé le concept de connecvolution à partir d'un système original de création artistique artificielle inspiré de la théorie du darwinisme neuronal de Gerald Edelman), de la matérialité des objets mentaux développée par Jean-Pierre Changeux dans L'homme neuronal, et de la notion de cerveau comme simulateur d'action comparant l'état du monde avec ses hypothèses, soutenue par Alain Berthoz dans Le sens du mouvement paru en 1997 chez Odile Jacob.

## Enseignement
Professeur de mathématiques (Coopération Culturelle)
Professeur de mathématiques (École Duperré)
Enseignement de la programmation Université Paris VIII département d'informatique
Enseignement de la programmation, synthèse d'images, animation de synthèse, interactivité, intelligence artificielle, voir les "cours" en Arts et technologies de l'image (Université Paris VIII).

### Anyflo
Anyflo est un logiciel d’animation 3D temps réel développé par Michel Bret depuis 1985. C'est son outil de recherche (avec lequel il écrit et teste de nouveaux algorithmes) et sa palette d'artiste (avec laquelle il réalise des films de synthèse et des installations interactives). C'est également une méthode d'enseignement (avec laquelle il réalise des outils pédagogiques interactifs expliquant les notions de base de la synthèse, les réseaux neuronaux, les algorithmes génétiques), la conscience artificielle et les systèmes adaptatifs.

## Ouvrages
Images de synthèse, Dunod informatique, 1988. Traduction anglaise : Image Synthesis, Kluwer Academic Publishers, 1992.
Articles
Expositions
Filmographie
Installations